# Torre d'Aranguren (Biscaia)
La casa torre d'Aranguren està ubicada al barri d'Aranguren del municipi d'Orozko. La torre s'alça a la vora del riu Arnauri, al costat de la carretera que uneix la capitalitat del municipi amb una sèrie de barris: Ibarra, Zaloa i Urgoiti, tots ells als contraforts del Gorbea. Es troba sota la protecció de la Declaració genèrica del Decret del 22 d'abril de 1949, i la Llei 16/1985 sobre el Patrimoni Històric Espanyol.

## Història
Va ser construïda al voltant de l'any 1510 per la família Olarte. Al segle XVII va passar a la família Rotaetxe. La Casa d'Olarte va ser fundada per l'infant Garcia, fill de Sanç III de Pamplona, cap a l'any 1050, i van ser patrons de l'església de Sant Bartomeu d'Olarte d'Orozko, construïda cap a l'any 1250. Esta família, fidel servidora dels senyors d'Aiara, vall alabesa a la qual va estar vinculat Orozko fins al segle XVIII, posseïa un solar a Aranguren ja en 1385, però la construcció de la casa actual va tenir lloc durant els primers anys de segle XVI. Al xvii va passar a mans dels Rotaetxe, i per això les armes i escut dels Olarte és similar al dels Rotaetxe.

## Descripció
La Casa Torre d'Aranguren no és, malgrat el seu nom, un castell o fort, sinó un mas d'hidalgo o un palauet rural. L'estructura de la casa és d'estil gòtic, tot i que posseeix elements decoratius d'estil renaixentista apreciables a la façana principal, com l'ampli portal en arc apuntat lleument tallat.

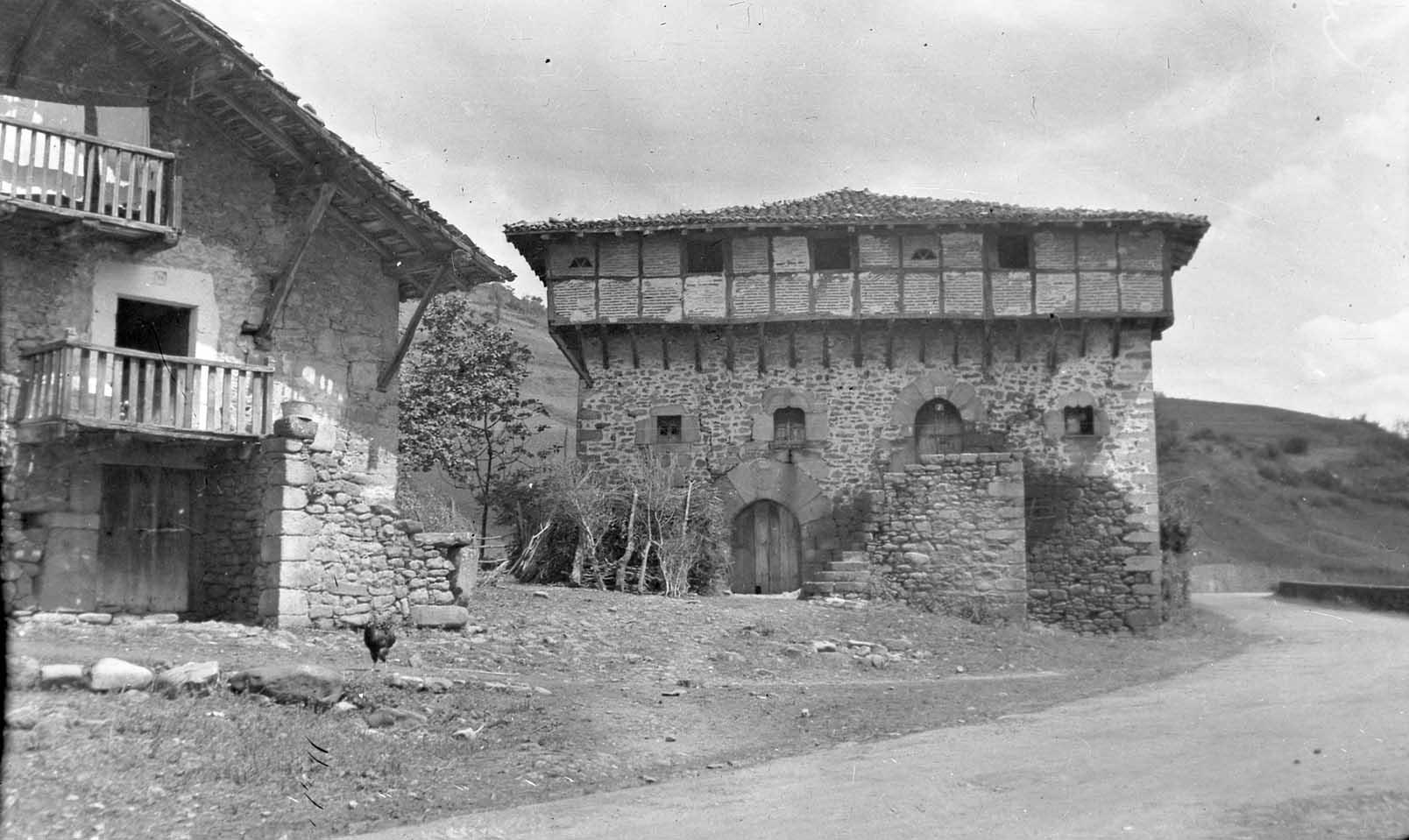
Torre d'Aranguren en 1956. Fotografia d'Indalecio Ojanguren